# Inaccessible
Inaccessible je vulkanski otok smješten u južnom Atlantskom oceanu, 31 km jugozapadno od otoka Tristan da Cunha. Njegova najviša točka, Swale's Fell, doseže 581 m, a otok je površine 12.65 km2. Vulkan je posljednji put bio aktivan prije šest milijuna godina i trenutno je ugašen.
Otok Inaccessible dio je otočja Tristan da Cunha, koji je dio prekomorskog teritorija Ujedinjenog Kraljevstva poznatog kao Sveta Helena, Ascension i Tristan da Cunha. Sam Tristan da Cunha dostupan je samo morem putem sedmodnevne plovidbe iz Cape Towna u Južnoj Africi, a luka na otoku Inaccessible dopušta pristup samo nekoliko dana u godini. Pristup otoku mora odobriti ured lokalne samouprave.

## Geografija
Otok se nalazi oko 40 km jugozapadno od glavnog otoka otočjaTristan da Cunha. Uglavnom je pust i negostoljubiv, no ima nekoliko malih, stjenovitih plaža. Generacije pomoraca zazirale su od teškog pristajanja i negostoljubivog terena. Inaccessible je bez stalnih stanovnika od 1873.
Zajedno s otokom Gough, otok Inaccessible zaštićeni je rezervat divljih životinja i oba čine mjesto svjetske baštine otoci Gough i Inaccessible na UNESCO-vom popisu. Otok Inaccessible dom je endemske vrste mrke kokošice (Laterallus rogersi), najmanje ptice neletačice na svijetu.

## Povijest
Otok Inaccessible otkriven je u siječnju 1656. tijekom putovanja 't Nachtglasa ("noćno staklo"), nizozemskog broda pod zapovjedništvom Jana Jacobszoona, 146 godina nakon što su portugalski mornari prvi put vidjeli Tristana da Cunhu. Jacobszoon ga je izvorno nazvao "Nachtglas" otok.
Dva su objašnjenja za naziv "Nepristupačni" otok. Jedna je da je na kartama novopronađeni otok označen kao "nedostupan" jer nizozemska posada koja se iskrcala nije uspjela doći do njegove unutrašnjosti. Drugi tvrdi da je francuski kapetan d'Etcheverry preimenovao otok 1778. nakon što se nije mogao iskrcati.
Godine 1803. američki mornari predvođeni Amasom Delano isplivali su na otok.
Braća Gustav i Frederick Stoltenhoff rođeni u Moskvi stigli su na Inaccessible iz Njemačke 1871. i živjeli ondje dvije godine s namjerom zarađivati za život lovom na tuljane i prodajom svoje robe prolaznim trgovcima, iako je takva trgovina bila minimalna. Zbog nestašice hrane, bili su "presretni" što su spašeni 1873. godine tijekom posjeta HMS Challengera s ciljem da ispita tamošnju floru i faunu. Južnoafrički pisac Eric Rosenthal zabilježio je avanturu Stoltenhoffovih 1952. Obližnji otok Stoltenhoff nazvan je po braći.
Godine 1922., brod Ekspedicije Shackleton–Rowett, Quest, nakratko je svratio do otoka Inaccessible, a prirodoslovac Hubert Wilkins na brodu otkrio je pticu kasnije nazvanu debelokljuni sjemenar (Nesospiza wilkinsi). Godine 1938. Norveška znanstvena ekspedicija provela je tri tjedna na otoku, tijekom kojih su uspjeli pristupiti visoravni i opsežno popisivali biljke, ptice i stijene. Još jedan pokušaj mapiranja otoka napravljen je tijekom ekspedicije Kraljevskog društva 1962. na Tristan da Cunha, koja je odvela znanstvenike na Inaccessible. Kao i mnogi drugi istraživači prije njih, znanstvenici nisu uspjeli doći do unutrašnjosti otoka.
Inaccessible je proglašen prirodnim rezervatom prema Uredbi o očuvanju Tristan da Cunha iz 1976. godine. Međutim, otočanima Tristana još uvijek je bilo dopušteno loviti morske ptice s otoka. U ekspediciji 1982. (16. listopada 1982. – 10. veljače 1983.), studenti i profesori koledža Denstone u Engleskoj izradili su detaljne karte otoka, proučavali njegovu floru, faunu i geologiju te proveli program prstenovanja više od 3000 ptica.
Godine 1997., teritorijalne vode otoka Inaccessible do 22 km  proglašeni su prirodnim rezervatom prema Uredbi o očuvanju Tristan da Cunha iz 1976. Trenutno je samo vodičima iz Tristana dopušteno voditi brodove za krstarenje u Inaccessible; većina putovanja na otok sada se obavlja na zahtjev iseljenika. Godine 2004. otok Inaccessible dodan je na UNESCO-ov popis Svjetske baštine otoka Gough kako bi se stvorilo novo mjesto otoci Gough i Inaccessible.

### Brodolomi
Najmanje tri potvrđena brodoloma dogodila su se u blizini obale Inaccessible Islanda. Prvi je bio Blenden Hall, britanski brod koji je isplovio 1821. s 54 putnika i članova posade prema Mumbaiju. Kapetan Alexander Grieg namjeravao je ploviti pokraj Svete Helene, ali su ga nepovoljne struje odnijele do Tristana da Cunhe. Zapleo se u morsku travu i 22. srpnja nasukala se na otok Inaccessible. Svi osim dvojice koji su bili na brodu preživjeli su brodolom. Sljedeća četiri mjeseca proveli su preživljavajući na divljem celeru, tuljanima, pingvinima i albatrosima. Uspjeli su izgraditi brod nekoliko mjeseci kasnije. Prvi pokušaj plovidbe do Tristana nije uspio, što je rezultiralo smrću šest osoba; ali je drugi pokušaj uspjeli skrenuti pažnu stanovnicima Tristan de Cunhe. Ostatak je zatim doveden na Tristan, gdje je brik Nerina stigao oko dva mjeseca kasnije i većinu odvezao u Cape Town, Južnoafrička Republika.
Ostala dva brodoloma su olupina Shakespearea kod Pig Beacha 1883. i Helenslea kod North Pointa 1897.

## Flora i fauna
Kad su kaplar William Glass i njegova obitelj postali prvi doseljenici na Tristan da Cunha 1816., koze i svinje dovedene su na otok Inaccessible kako bi služile kao izvor hrane. Goveda, ovce i psi također su uvedeni na otok u različitim razdobljima u povijesti otoka. Neke domaće životinje pomogle su da se braća Stoltenhoff održe na životu tijekom njihove ekspedicije, no sve preostale domaće životinje uklonjene su tijekom 1950-ih.
Na Inaccessibleu nisu pronađeni kopneni sisavci, gmazovi, vodozemci, leptiri ili puževi. Na otoku postoje 64 autohtone biljne vrste, uključujući 20 vrsta cvjetnica i 17 vrsta paprati. Osim toga, na otoku živi 48 vrsta beskralješnjaka, od kojih je 10 uneseno. Subantarktički krzneni tuljani i južni morski slonovi također su viđeni na otoku u sve većem broju, a kitovi žive u okolnim vodama: ponajviše južni pravi kitovi i stalna populacija tamnih dupina.

### Ptice
Inaccessible je možda najpoznatiji po mrkoj kokošici, najmanjoj živućoj ptici neletačici na svijetu. BirdLife International označio je otok kao važno područje za ptice (IBA) kao mjesto za razmnožavanje morskih ptica i njihovih endemskih kopnenih ptica. Ptice za koje je ovo područje značajno uključuju krunate pingvine (Eudyptes moseleyi, do 27 000 parova koji se gnijezde), tristanske albatrose (Diomedea dabbenena, 2-3 para), mrke albatrose (Phoebetria fusca, 200 parova), žutonose albatrose (Thalassarche chlororhynchos, 1100 parova), krupnokljune zovoje (Pachyptila vittata, do 500 000 parova), sive zovoje (Pterodroma mollis, do 50 000 parova), zovoje naočare (Procellaria conspicillata), crnokape zovoje (Ardenna gravis, do 2 milijuna parova), kratkorepe zovoje (Puffinus assimilis, do 50 000 parova), bjelolice burnice (Pelagodroma marina, do 50 000 parova), bjelotrbe burnice (Fregetta grallaria, do 50 000 parova), antarktičke čigre (Sterna vittata), mrke kokošice (Laterallus rogersi, do 5 000 parova), tristanske drozdove (Turdus eremita) i zelenkaste sjemenare (Nesospiza acunhae).
- Krunati pingvin (Eudyptes moseleyi) na otoku Inaccessible
- Tristanski albatros (Diomedea dabbenena)
- Mrki albatros (Phoebetria fusca)
- Žutonosi albatros (Thalassarche chlororhynchos)
- Krupnokljuni zovoj (Pachyptila vittata)
- Sivi zovoj (Pterodroma mollis)
- Zovoj naočar (Procellaria conspicillata)
- Crnokapi zovoj (Ardenna gravis)
- Kratkorepi zovoj (Puffinus assimilis)
- Bjelolica burnica (Pelagodroma marina)
- Bjelotrba burnica (Fregetta grallaria)
- Antarktička čigra (Sterna vittata)
- Mrka kokošica (Laterallus rogersi')
- Tristanski drozd (Turdus eremita)
- Zelenkasti sjemenar (Nesospiza acunhae)

## Gospodarstvo
Otok Inaccessible koristili su otočani Tristan da Cunha u nekoliko gospodarskih razloga. Otok ima naslage guana i jaja, ali zbog teškoća putovanja po otoku, otočani su umjesto toga uglavnom odlučili otići na otok Nightingale .

## U popularnoj kulturi
- Pripovijest Edgara Allana Poea o Arthuru Gordonu Pymu iz Nantucketa aludirala je na otok Nightingale, otok Inaccessible i Tristana da Cunhu.
- U knjizi The Thirteen Gun Salute (1989) Patricka O'Briana, str. 120–29, brod kapetana Aubreyja Diane, u mrtvom miru, obalna struja nosi prema otoku Inaccessible. Jedan mornar se prisjeća olupine kitolovca koju je vidio kada je bio izgubljen sa svom posadom u sličnim uvjetima. Samo sretan povjetarac spašava Aubreyjev brod. Ta je epizoda prikazana na naslovnoj slici knjige koja prikazuje visoke litice koje se strmoglavljuju izravno u more.
- "Morski lav", pseudonim "službenog mornaričkog časnika" (Geoffrey Martin Bennett), napisao je Fantomsku flotu (1946.), utemeljenu na pretpostavci da se na otoku nalazi prirodna luka, čiji je ulaz bio skriven od mora. Antagonisti su okupljali flotu zastarjelih ratnih brodova u ovoj luci, s namjerom da izvedu coup de main koji bi doveo do svjetske dominacije, plan osujećen lukavstvom mornaričkog časnika i oružjem Kraljevske mornarice.
- Eric Newby prošao je nadomak otoka Inaccessible na svom putovanju od 1938. do Australije na brodu Moshulu 1938. – 1939., kako je zapisano u njegovim knjigama The Last Grain Race i Learning the Ropes. Otok Inaccessible bio je jedino kopno koje je posada vidjela na putovanju do Australije i stoga je bio razlog za uzbuđenje.
- U romanu Influx Daniela Suareza iz 2014. ovaj se otok spominje kao lokacija podzemnog zatvora 'Hibernity'.
- Roman Teri Terry Mind Games iz 2015. koristi Inaccessible kao ključnu lokaciju - dom sveučilišta think tanka

## Vanjske poveznice
- Inaccessible Island: Tristan da Cunha website
- History of Inaccessible Island, South Atlantic Ocean. Inačica izvorne stranice arhivirana 29. lipnja 2012.
- Tristan Times: Inaccessible Island expedition  Arhivirana inačica izvorne stranice od 12. rujna 2005. (Wayback Machine)
- Inaccessible Island shipwrecks. Inačica izvorne stranice arhivirana 29. studenoga 2012.
- UNEP-WCMC Protected Areas Programme: Gough Island Wildlife Reserve
- University of Central Lancashire: Inaccessible Island
- Geology of Tristan da Cunha and Inaccessible Island
- Lindblad Expeditions. 23. svibnja 2012. Seldom-Visited Nightingale and Inaccessible Islands. National Geographic. Inačica izvorne stranice arhivirana 29. rujna 2023. Pristupljeno 22. travnja 2024. Prenosi YouTubeCS1 održavanje: bot: nepoznat status originalnog URL-a (link)